# Yezophora satoi
Yezophora satoi är en insektsart som beskrevs av Matsumura 1942. Yezophora satoi ingår i släktet Yezophora och familjen spottstritar. Inga underarter finns listade i Catalogue of Life.